# Requiem (Mozart)
La Messa di requiem in Re minore K 626 è l'ultima composizione di Wolfgang Amadeus Mozart. Rimasta incompiuta per la morte dell'autore avvenuta il 5 dicembre 1791, fu completata successivamente dall'amico e allievo Franz Xaver Süßmayr. Anche se soltanto due terzi dell'opera sono stati scritti effettivamente da Mozart, il Requiem è una delle pagine più importanti e conosciute del musicista. Oltre all’indubbio valore musicale, la sua grande notorietà è legata anche alle circostanze inusuali e oscure della commissione, agli intrighi presunti, alle leggende e ai misteri che circondano la sua creazione, unita indissolubilmente agli ultimi giorni dell'autore e alla sua morte. Molteplici sono state anche le polemiche successive sulla reale attribuzione della composizione e ancora oggi restano aperti molti interrogativi.
Al di là delle leggende e delle controversie, il Requiem è considerato il testamento spirituale del suo autore e rimane un’opera che racchiude in sé lo smarrimento di fronte alla morte, permeato da una rassegnazione raccolta, di grande e pregnante dolcezza.

## Storia

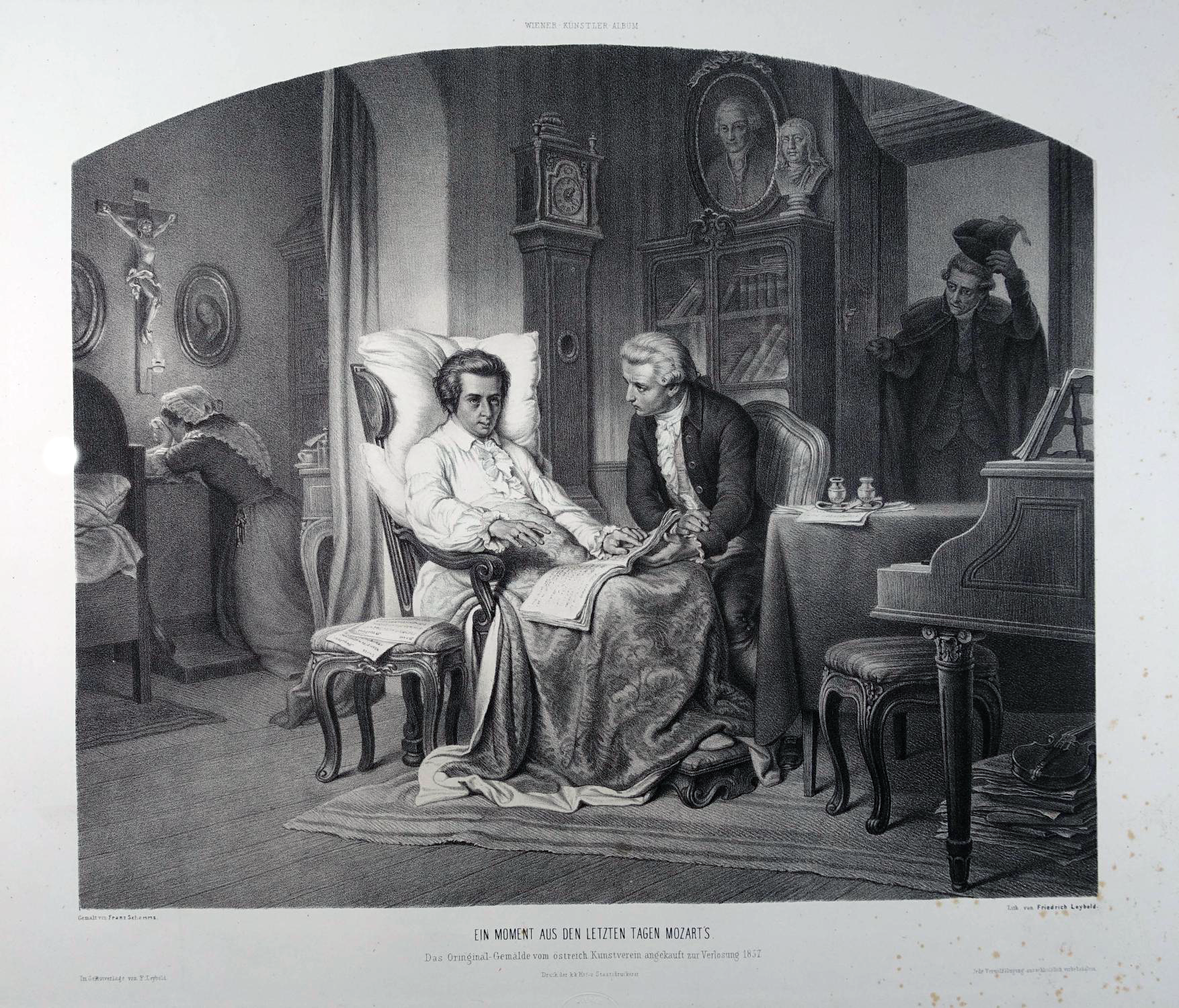
Litografia di Eduard Friedrich Leybold che ritrae Mozart mentre compone il Requiem, assistito da Süßmayr.

Nel suo ultimo anno di vita Mozart si dedicò alla composizione di diverse opere; scrisse il celebre mottetto Ave Verum Corpus, il Concerto per clarinetto e orchestra e alcuni lavori di ispirazione massonica tra cui la Piccola cantata massonica che fu l'ultima opera interamente compiuta dal musicista. S'interessò inoltre alla musica sacra, genere da lui amato, soprattutto dal mese di maggio dopo la nomina a Kapellmeister aggiunto alla Cattedrale di Santo Stefano di Vienna, mansione non retribuita, ma che gli dava la possibilità di subentrare a Leopold Hofmann, il titolare ufficiale, gravemente ammalato, non appena il posto si fosse reso vacante. Quando a luglio ricevette l'incarico per scrivere una messa di requiem, gli sembrò pertanto importante dedicarsi alla nuova opera, anche in vista di nuovi introiti economici.
Non v'è certezza su quando Mozart intraprese la scrittura del Requiem; quasi sicuramente la stesura ebbe inizio nell'autunno del 1791, probabilmente verso la metà di settembre, dopo il rientro di Mozart da Praga dove aveva realizzato La clemenza di Tito andata in scena al Teatro nazionale il 6 settembre. Il musicista iniziò verosimilmente a lavorare sul serio sull'opera commissionata dopo aver terminato Il flauto magico, rappresentato il 30 settembre con la sua direzione. Parlandone con la moglie Constanze si disse desideroso di cimentarsi in un genere per lui nuovo come la messa per i defunti, ritenendolo perfettamente adatto alla propria creatività. Alcune pagine del Requiem furono composte nel giardino dell'editore Johann Thomas Edler von Trattner dove Mozart si recava spesso in compagnia di Süßmayr e Benedickt Schack, amici musicisti con i quali era solito cantare le parti vocali appena terminate. La prospettiva di un guadagno lo aveva di certo indotto a scrivere con sollecitudine, ma il 20 novembre le sue condizioni di salute, già in declino negli ultimi mesi, peggiorarono e fu costretto a letto, limitando la sua attività pur rimanendo sempre vigile e cosciente fino a due ore prima del decesso il 5 dicembre. Fino all'ultimo si dedicò a comporre la sua opera e la provò cantando con i suoi allievi le parti già scritte; nonostante si fosse impegnato a scrivere simultaneamente varie parti dell'opera, era riuscito a completare in partitura solo la sezione iniziale fino al Kyrie; del Dies Irae e Hostias compreso aveva realizzato solo le parti vocali e il basso continuo, indicando per sommi capi le parti degli strumenti.
La composizione del Requiem è però ancora oggi legata a circostanze oscure. L'opera è collegata alla controversa vicenda della morte del suo autore, avvenuta il giorno successivo alla stesura delle parti vocali del Domine Jesu e Hostias. Subito dopo la sua morte apparvero le prime leggende e numerosi aneddoti.
Soprattutto nel periodo romantico si divulgarono numerose storie e leggende riguardo la genesi dell'ultimo lavoro mozartiano, legate proprio alla prematura morte dell'autore che avvolse di fascino misterioso la vicenda. Le storie, quasi sempre fantasiose, unirono sia gli avvenimenti legati alla composizione dell'opera che le circostanze poco chiare della malattia e della morte del musicista.

### Le leggende

#### Il messaggero sconosciuto
La storia più nota e spesso riportata, che iniziò a diffondersi quasi subito dopo la morte del compositore e che si divulgò ancor più nei primi anni del XIX secolo, è quella che riguarda un messo, non meglio identificato, alto e magro, vestito di scuro, che nel luglio 1791, con una lettera senza firma e provvista di sigillo, commissionava a Mozart una messa funebre. Il messaggero non avrebbe indicato al musicista il nome del committente, invitandolo anzi a non cercarlo. Il fatto sarebbe stato testimoniato dalla moglie di Mozart, Constanze, a cui il compositore confidò l'occasione e il motivo dell'incarico ricevendone l'approvazione. Seguendo il suo consiglio il musicista accettò la commissione in cambio di un certo compenso, senza però poter stabilire una data certa per la consegna. Secondo alcune fonti l'incombenza fu da lui vista come un presagio funesto che lo gettò da subito in un profondo stato d'inquietudine. A questo proposito si parlò anche di una lettera del settembre 1791, scritta in lingua italiana, inviata da Mozart a Lorenzo Da Ponte in cui il musicista si diceva ossessionato dalla figura sconosciuta che gli aveva commissionato un "canto funebre", lavoro che egli doveva assolutamente terminare; la lettera si rivelò poi un palese falso.

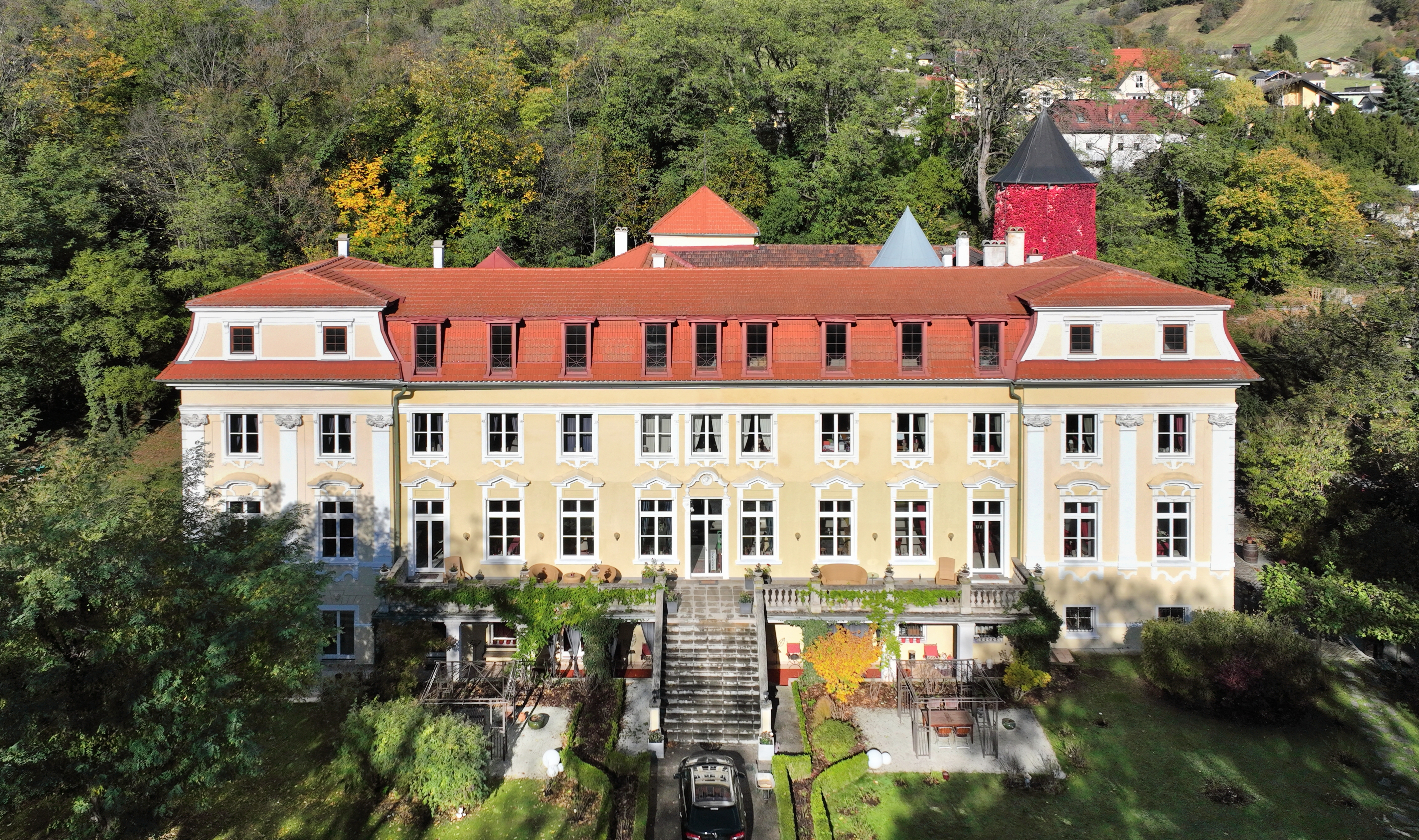
Il castello di Stuppach, proprietà del conte Franz von Walsegg (1763-1827).

Il "messaggero sconosciuto" era, secondo ricostruzioni storiche ben fondate, un dipendente del conte Franz von Walsegg di Stuppach, probabilmente un impiegato dello studio legale di Johann Sortschan, avvocato del conte, o Franz Anton Leitgeb, suo amministratore e, secondo altri, anche musicista della sua orchestra privata. Una diversa teoria lo individuerebbe come Johann Michael Puchberg, commerciante massone che Mozart conosceva bene e a cui doveva una discreta somma, che peraltro abitava nello stesso palazzo di Walsegg. Considerando sia l'ipotesi di Puchberg sia quella di Leitgeb, diversi studiosi hanno ormai appurato che Mozart conoscesse non solo l'incaricato, ma probabilmente anche il committente, Franz von Walsegg. Il conte era proprietario del castello di Stuppach; musicista dilettante, era solito eseguire, nella cappella privata della dimora, composizioni non sue, ma che faceva arbitrariamente passare per proprie. Volendo commemorare la giovane moglie Anna Edlen von Flammberg, morta il 14 febbraio a soli 21 anni, decise di commissionare a Mozart, per la somma di cinquanta ducati, un Requiem che avrebbe poi spacciato per suo. Secondo Nissen lo stesso messaggero si presentò poco dopo la morte del musicista chiedendo e ottenendo la composizione così come era, anche se non finita.
Anche Stendhal, in Vite di Haydn, Mozart e Metastasio, parla di un anonimo committente che si presentò con una maschera, un mantello scuro, aria lugubre e una borsa contenente denari: questi incaricò Mozart, malato e caduto in miseria, di comporre in quattro settimane una messa di requiem, per un compenso di cinquanta ducati. Il musicista tentò di scoprire chi fosse il misterioso committente ma, non essendo riuscito a identificarlo, si convinse che si trattasse di un emissario dell'aldilà incaricatolo di scrivere la messa di requiem per sé stesso. Dopo quattro settimane l'uomo si presentò per ritirare la composizione che Mozart non aveva ancora completato. Gli offrì altri cinquanta ducati e altro tempo: inutili, poiché Mozart morirà lasciando l'opera incompiuta. Le ipotesi di Stendhal non si allontanano molto da quanto poi diversi autori hanno condotto a un'ipotetica ricostruzione degli avvenimenti.

#### Altre leggende
Una celebre ma totalmente infondata leggenda legata al Requiem vuole che sia stato il musicista italiano Antonio Salieri, invidioso del talento di Mozart, ad aggravare il deperimento del già malato collega avvelenandolo. La vedova, dopo la morte di Mozart, ritenne una mera fantasia l'ipotesi di un avvelenamento. Al di là della leggenda, il fatto che Salieri, compositore già allora celebre e riverito, potesse essere invidioso di un musicista di scarsi mezzi e in difficoltà, qual era Mozart, risulta piuttosto improbabile. Una certa rivalità fra i due musicisti comunque pare esistesse, fatto che fu anche confermato da Constanze, in particolare da parte di Mozart vi era dell'antagonismo in campo operistico, finalizzato a ottenere i favori della corte, come documentano diverse sue lettere; Salieri invece aveva decisamente successo a Vienna anche in campo commerciale e non dimostrò mai apertamente malevolenza nei confronti del collega. Questo racconto legato all'ostilità di Salieri per Mozart (e non viceversa) fu alla base del dramma in versi Mozart e Salieri (1830) di Aleksander Puškin, musicato poi da Nikolaj Rimskij-Korsakov nell'opera omonima, e ripreso negli anni settanta da Peter Shaffer nell'opera teatrale Amadeus (1978) da cui Miloš Forman ha tratto il suo film Amadeus (1984).
Altre ulteriori immaginarie teorie riguardanti un ipotetico avvelenamento del musicista, attuato mentre stava componendo il Requiem, narrano di un emissario della massoneria incaricato di "punire" Mozart per aver rivelato alcuni segreti dell'associazione nella stesura del Flauto magico, identificato con il "messaggero sconosciuto".
Se inizialmente le storie e gli aneddoti via via raccontati e tramandati possono aver visto una motivazione nello sconcerto per una fine inaspettata e misteriosa cercando di trovarne una soluzione, in tempi più recenti le ipotesi escogitate peccano spesso di sensazionalismo. Le indagini e le storie che accompagnano la genesi del Requiem continuano ancora oggi e presumibilmente non termineranno mai del tutto.

### Il completamento

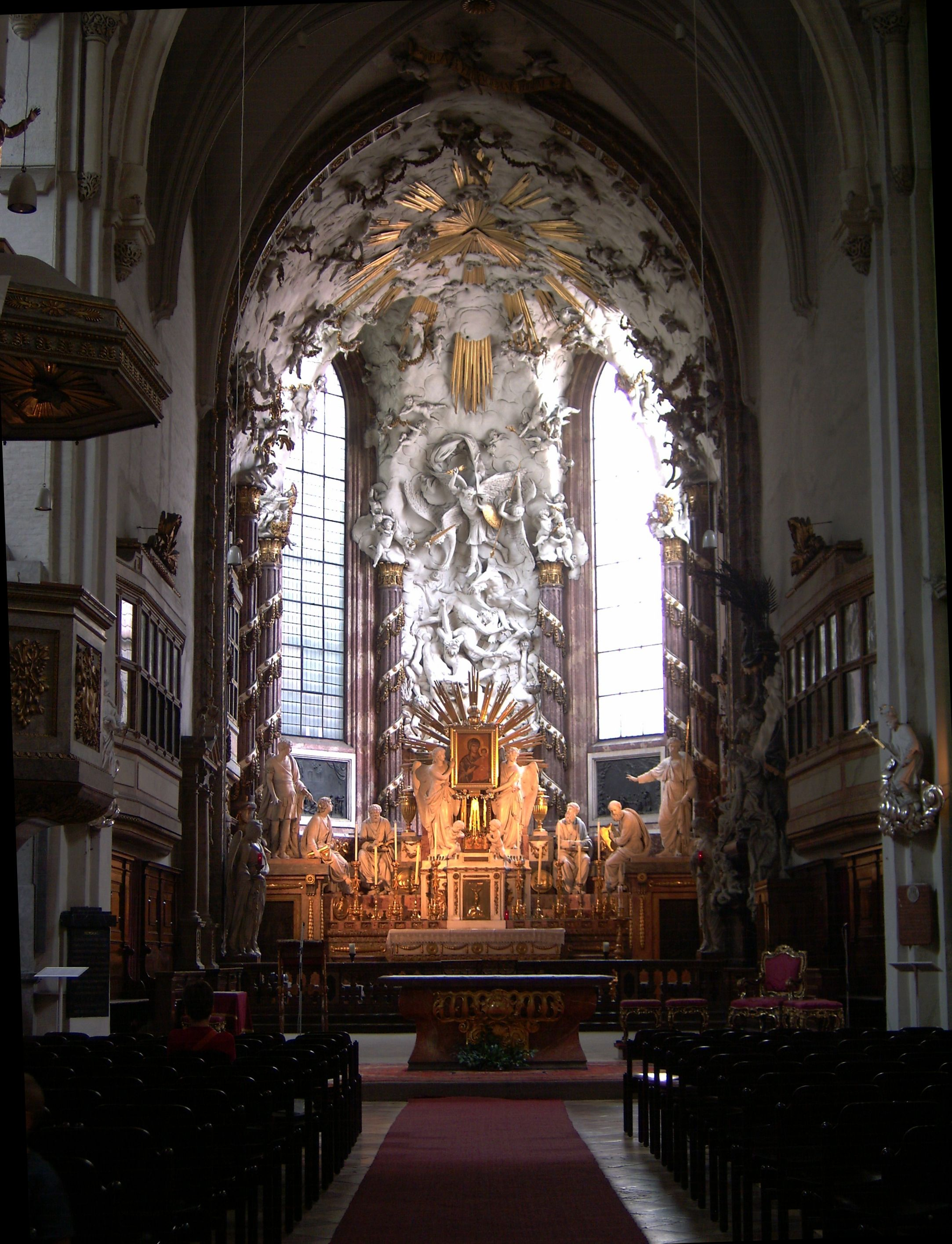
Chiesa di San Michele a Vienna.

Alla morte di Mozart, Constanze trovò numerose bozze relative al Requiem, sparse alla rinfusa sulla scrivania del compositore; trovandosi in difficoltà economiche, si preoccupò soprattutto che il committente dell'opera non rinunciasse alla consegna e al relativo pagamento. Molto probabilmente delegò inizialmente il completamento del Requiem a Franz Freistädler, allievo e amico di Mozart, e subito dopo all'altro allievo Joseph Eybler, chiedendogli di ultimare il lavoro. Ma, dopo aver iniziato l'orchestrazione di cinque sezioni della Sequenza, Eybler rinunciò all'incarico e venne interpellato un altro allievo del musicista, Franz Xaver Süßmayr che, essendo stato verosimilmente il più vicino a Mozart negli ultimi tempi, e avendo anche avuto la possibilità di suonare insieme al maestro alcuni brani del Requiem, era il più adatto a occuparsi del lavoro. Il suo apporto fu quello di riordinare in modo omogeneo il poco che era stato realizzato dai collaboratori precedenti e di completare i brani mancanti del manoscritto. Süßmayr riuscì a concludere il Requiem, anche se si può notare la grande differenza di composizione con quella originale di Mozart. Da ricordare anche l'intervento di una quarta persona nel completamento dell'opera, l'abate Maximilian Stadler, amico e consigliere della famiglia del musicista, che ebbe però un piccolo ruolo, iniziando solo l'orchestrazione di una porzione dell'Offertorium ripresa subito da Süßmayr.
L'opera fu conclusa da Süßmayr quasi certamente entro la quaresima del 1792, ma alcuni frammenti, forse quelli scritti interamente da Mozart, l'Introitus e il Kyrie, erano già stati eseguiti con coro, organo e i soli archi, pochi giorni dopo il funerale del compositore, durante una messa di suffragio, il 10 dicembre. L'interessamento fu di Emanuel Schikaneder, amico del musicista, che realizzò tutto a proprie spese nella chiesa di San Michele a Vienna. Constanze consegnò poi la partitura completata a von Walsegg che la fece eseguire il 14 dicembre 1793 nel monastero cistercense di Neukloster e poi ancora il 14 febbraio 1794, nella sua cappella privata, sempre in suffragio della moglie. La composizione però aveva già avuto una prima esecuzione, all'insaputa del conte, il 2 gennaio 1793 alla Jahn-Saal di Vienna durante un concerto realizzato in favore della vedova e dei figli di Mozart, a opera del barone Gottfried van Swieten. Quando von Walsegg venne a sapere che Constanze aveva fatto eseguire il Requiem pensò di lasciar stare altre sue esecuzioni dell'opera, per poi tentare, qualche tempo dopo, di chiedere un rientro del denaro versato quando si seppe che il lavoro doveva essere pubblicato.

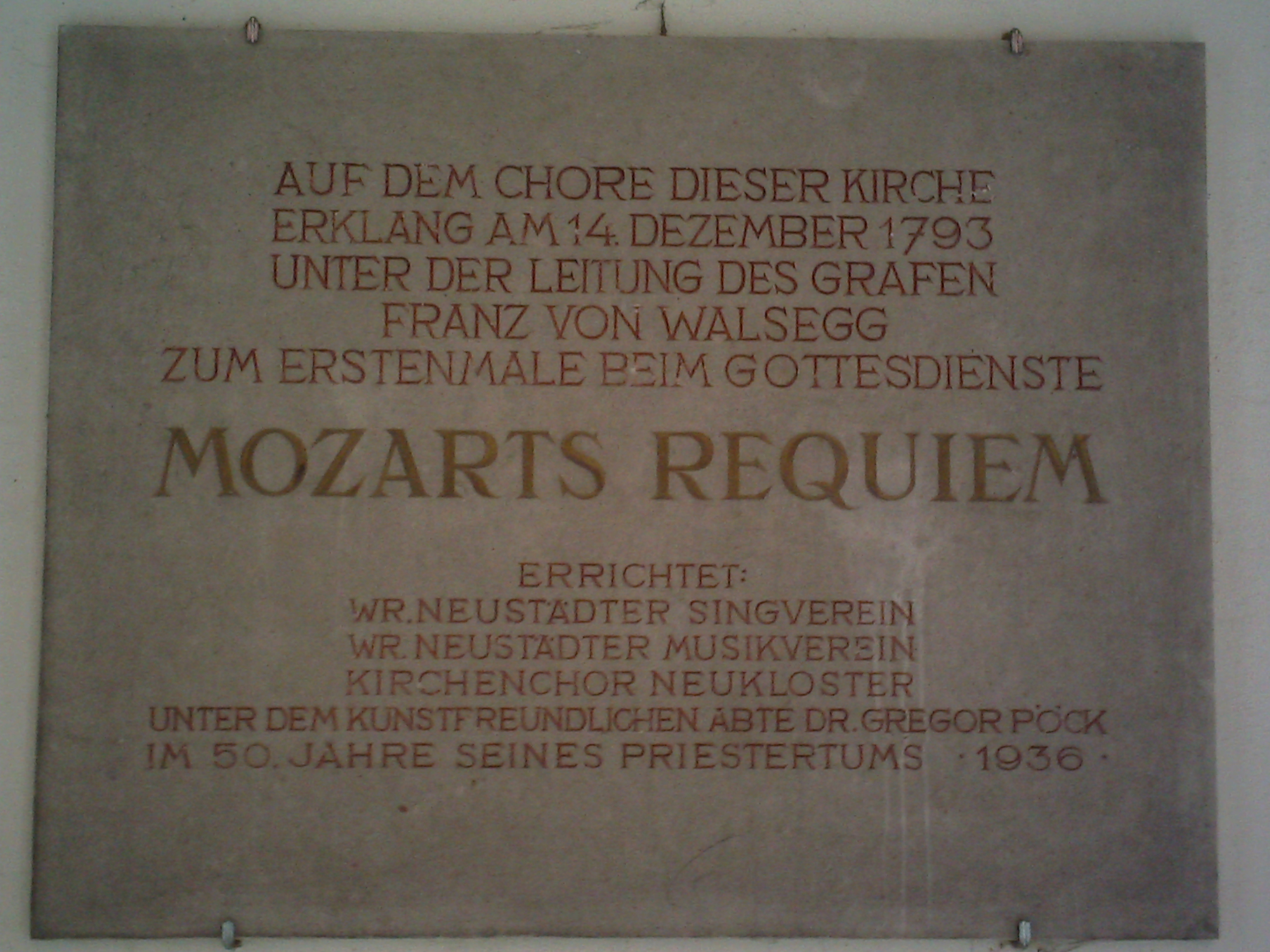
Targa commemorativa dell'esecuzione del Requiem del 14 dicembre 1793 (Abbazia di Neukloster).

### Le polemiche sull'attribuzione
Il Requiem venne ritenuto per un certo periodo opera del solo Mozart, anche per il fatto che la calligrafia di Süßmayr risultò molto simile a quella del maestro: fino agli inizi degli anni novanta del XX secolo si riteneva infatti che l'indicazione, posta in testa alla prima pagina, recitante "di me W.A. Mozart mppa. 1792" fosse stata apposta da Mozart stesso, scrivendo 1792 quale data prevista per il termine del lavoro. Si è poi stabilito con certezza che la firma era apocrifa e posta da Süßmayr come tutta l'iscrizione, probabilmente su richiesta di Constanze per tentare di dare maggiore credibilità al lavoro nella sua globalità. Nessuno dei musicisti che intervennero nel completamento del Requiem accampò diritti sul lavoro. Costanze asserì sempre che la composizione fosse del marito, ma Süßmayr nel 1800 volle precisare l'argomento in una lettera all'editore Breitkopf dove affermò di aver completato le parti dal Dies Irae all'Hostias e la chiusa dal Lacrimosa all'Agnus Dei. Molti studiosi non gli diedero credito, ma in tempi più recenti si comprese che Süßmayr avesse voluto chiarire per onestà; d'altra parte la sua opera integrò solo il lavoro fatto da Mozart che gli aveva dato numerose indicazioni orali e lasciato diversi appunti scritti su fogli volanti. Non sarà comunque mai facile riuscire a delineare il confine fra ciò che il compositore scrisse di suo pugno e ciò che il suo allievo completò.
Nel 1825 la polemica si riaccese quando l'avvocato e teorico della musica tedesco Jacob Gottfried Weber pubblicò un articolo intitolato Ergebnisse der bisherigen Forschungen über die Echtheit des Mozartschen Requiem (Risultati di precedenti ricerche sull'autenticità del Requiem mozartiano), nel quale sollevava grandi dubbi sulla quantità di musica effettivamente composta da Mozart e presente nella messa. La polemica continuò per vari anni dando origine al Requiem Streit ossia la Controversia sul Requiem che poneva l'accento sull'autenticità dell'opera. Si costituirono varie fazioni e Beethoven, che possedeva una copia dell'articolo, riferendosi a Weber, annotò su un fianco: "O du Erz Asel!" ("Oh tu, arcisomaro!") e ancora "o du doppelter Asel!" ("Oh tu, doppio somaro!").
Con l'edizione a stampa del 1827 di Johann Anton André fu la prima volta che su una pubblicazione del Requiem venne nominato anche Süßmayr. Lo scopo di André fu quello di realizzare un'edizione con un commento critico, cercando, per quanto possibile, di far luce sulla nascita dell'opera. Poiché le fonti originali non erano accessibili, non fu possibile avere certezza circa il ruolo avuto da Mozart nella stesura del lavoro. Solo quando nel 1838 venne ritrovata la partitura "originale" completa, appartenuta a von Walsegg, si poté cercare di chiarire e appurare che furono due le mani, differenti, a lavorare all'opera: Mozart e Süßmayr.
Constanze, più volte interpellata, non poté o probabilmente non volle mai sbilanciarsi, cercando sempre di presentare il Requiem come opera del marito. Quando morì nel 1842, essendo stata l'ultima testimone diretta a sopravvivere, si pose praticamente fine alla controversia, lasciando però aperti ancora molti interrogativi.

## Struttura
La composizione di una Messa di requiem all'epoca di Mozart era dettata da una consolidata tradizione, anche se la struttura, con la scelta dei diversi testi, era spesso demandata all'ideazione del compositore. È quasi certo che l'incarico dato dal messaggero di von Walsegg al musicista non comprendesse alcuna indicazione particolare sulla composizione strutturale della messa, per cui Mozart si attenne a un lavoro affine a una Missa brevis et solemnis, com'era in uso all'epoca in Austria e soprattutto a Salisburgo.
Il Requiem in Re minore è stato così pensato dal compositore:
I. Introitus: Requiem aeternam (coro e soprano solo), Adagio
II. Kyrie (coro), Allegro
III. Sequentia
1. Dies irae (coro), Allegro assai
2. Tuba mirum (soli), Andante
3. Rex tremendae (coro), Grave
4. Recordare (soli), Andante
5. Confutatis (coro), Andante
6. Lacrimosa (coro), Larghetto

IV. Offertorium
1. Domine Jesu (soli e coro), Andante
2. Hostias (coro), Andante. Andante con moto

V. Sanctus (coro), Adagio
VI. Benedictus (soli e coro), Andante
VII. Agnus Dei (coro)
VIII. Communio: Lux aeterna (soprano e coro), Allegro. Adagio

## Testo
Il Requiem mozartiano utilizza testi in latino, tratti principalmente dalla liturgia cattolica tradizionale per la Messa da Requiem, codificati fin dal 1570 con il Messale Romano di Papa Pio V in seguito al Concilio di Trento. Il musicista non utilizzò le intere sezioni della Messa da requiem; dopo l'Introitus  e il Kyrie, eliminò il Graduale e il Tractus. Dell'intera Sequentia considerò solo sei sezioni. Dopo Offertorium, Sanctus, Agnus dei e Communio l'opera termina espungendo il Responsorium.
La Sequentia è costituita da sei brani a partire dal Dies irae. Mozart ha trattato queste sei sezioni, proprio in base al loro testo, in modo particolare, con più attenzione alla poesia dei versi, per distinguerle dal carattere più prosastico utilizzato negli altri brani.
L'Agnus Dei (Agnello di Dio) proviene dall'Ordinario della messa, ma le parole miserere nobis nel Requiem sono state sostituite da dona eis Requiem.

## Organico e strumentazione
Il Requiem prevede quattro solisti: soprano, contralto, tenore, basso; coro SATB. L'orchestra è composta da due corni di bassetto, due fagotti, due trombe, tre tromboni, timpani, violino I, violino II, viola, violoncello, contrabbasso, organo.
Mozart non pensava di comporre un lavoro di grandi proporzioni, influenzato soprattutto dal rinnovamento nella musica sacra imposto dall'imperatore Giuseppe II con le notevoli restrizioni da lui volute. L'organico strumentale scelto dal musicista è infatti di dimensioni ridotte; anche se sono presenti trombe e tromboni che si trovano sempre nelle composizioni più solenni, sono esclusi i corni per la loro caratteristica troppo evocativa; la funzione dei tromboni risiede solo nel raddoppio delle parti corali; l'unico assolo di questo strumento si trova nel Tuba mirum in relazione alle parole del testo (Tuba mirum spargens sonum). Voluta è la scelta del musicista di escludere una diversificata varietà di timbri per privilegiare invece gli strumenti dal colore scuro come il fagotto o il corno di bassetto, strumento insolito, ma già impiegato in altre composizioni del suo ultimo periodo. Sono totalmente assenti gli strumenti dal timbro suadente o dolce e dal colore chiaro come i flauti, gli oboi e i clarinetti. L'impasto timbrico ottenuto assume una valenza quasi funerea e rispecchia nel profondo l'essenza poetica del Requiem. La parte corale è quasi sempre presente mentre le singole voci dei quattro solisti sono utilizzate in un continuo confronto con il coro realizzando momenti di grande efficacia; gli interventi solistici sono sempre mirati a sottolineare l'implorazione non arrivando mai a ricordare aspetti del teatro operistico. Il basso continuo è realizzato utilizzando organo, viola e violoncello.

## Analisi

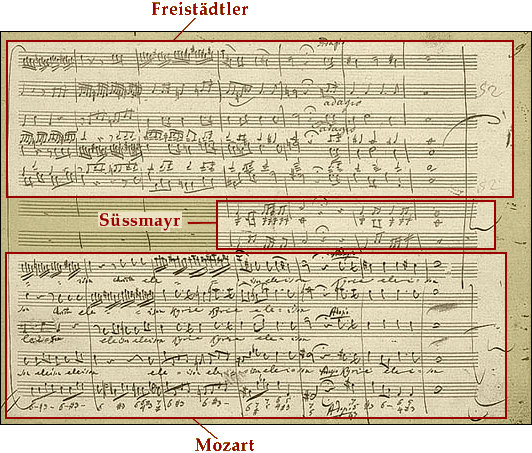
Frammenti del Kyrie con evidenziati gli interventi di Freistädler e di Süßmayr.

Mozart riuscì a terminare la partitura completa, tutta scritta in bella copia, a partire dall'Introitus con il Requiem aeternam; del Kyrie completò solo le parti corali mentre Franz Freistädler, subito dopo la morte del compositore, si occupò di realizzare i raddoppi strumentali per permettere la prima esecuzione di questa parte iniziale del Requiem durante la messa in suffragio, voluta dalla vedova e da Schikaneder, il 10 dicembre. Com'è stato in seguito appurato, delle sezioni della Sequentia e dell'Offertorium Mozart scrisse in partitura le parti principali con le quattro voci del coro e dei solisti e la linea del basso numerato per la realizzazione del continuo all'organo; la parte orchestrale era solo accennata, indicando il motivo melodico dell'accompagnamento stesso ove questo non fosse deducibile dalle altre parti.

### L'intervento di Süßmayr
In questo stadio primordiale sono pervenuti il Kyrie, la Sequentia (con il Lacrimosa che si ferma bruscamente dopo le prime otto battute sulle parole homo reus) e l'Offertorium. Tutto ciò è verificabile dal manoscritto originale di Mozart, completato da Süßmayr, conservato sin dalla fine del 1840 presso quella che era la Imperial Regia Biblioteca di Corte, ora Biblioteca nazionale austriaca di Vienna, ricomposto proprio verso la metà del XIX secolo o per donazioni o per acquisizioni dopo la morte dei proprietari.

Ricostruzione dello schizzo per la Fuga dell'Amen.

Le ultime parti, dal Sanctus alla Communio, sono state finite da Süßmayr, ma non fu tutta opera sua; usufruì per quanto possibile della musica preesistente, nel Domine Jesu dell'Offertorium e anche nella Communio riprese la musica dell'Introitus e il fugato del Kyrie, verosimilmente anche con lo scopo di conferire unitarietà a tutta la composizione. Mozart lasciò all'allievo molte istruzioni orali poiché aveva in lui piena fiducia, avendogli già affidato tempo prima alcuni completamenti ne La clemenza di Tito, ed esiste anche la possibilità che questi abbia avuto accesso ad appunti e abbozzi mozartiani non pervenutici. Constanze sostenne anni dopo che, nel noto disordine in cui il marito lavorava, Süßmayr trovò vari "foglietti" con degli appunti: a testimonianza della veridicità di tale asserzione è nota l'esistenza di un inizio di fuga sull'Amen alla fine del Lacrimosa, abbozzata su un foglio contenente anche appunti riferiti ad altri lavori (possibilità scartata da Süßmayr probabilmente per l'eccessiva difficoltà che un tale lavoro richiedeva). Inoltre le parti melodiche del Sanctus e del Benedictus avvalorano questa ipotesi, proprio per la forte corrispondenza riscontrata col lavoro fatto dal maestro. È da considerare infine il fatto che tutte le opere che Süßmayr scrisse dopo il completamento del lavoro sono, seppur pregevoli, di qualità nettamente inferiore alle ultime parti del Requiem.

### Le motivazioni spirituali
Prima dell'Ave Verum Corpus, scritto pochi mesi prima di morire, Mozart, da circa dieci anni, non si era più cimentato con la composizione di musica sacra. La Messa in do minore K 427, anche se nata da esigenze personali, era rimasta incompiuta dopo l'editto imperiale del 1783 che limitava l'uso dell'orchestra nella musica sacra eseguita in chiesa. Negli anni seguenti però il compositore aveva sentito la necessità interiore di una personale ricerca spirituale che in lui era però legata alla fiducia nell'uomo e nella ragione; l'avvicinamento all'aspetto misterioso e al tempo stesso positivo della Massoneria, di cui ammirava la dignità e la solennità nelle cerimonie, denota come vi fosse nel suo intimo una profonda esigenza di coniugare la laicità con il sacro. Questo desiderio di elevazione spirituale, congiunta alla virtù e alla fratellanza, è evidente nelle opere degli ultimi anni, sia in quelle d'ispirazione massonica che in quelle prettamente religiose, soprattutto nel Requiem. Nella sua ultima opera Mozart sostituì l'aspetto incantato e misterioso del Flauto magico con la meditazione sulla morte e sulla trascendenza divina con cui l'essere umano vorrebbe, inutilmente, comunicare. L'incarico per la composizione dell'opera fece sorgere nel musicista la ricerca d'espressione di tali necessità interiori, diventate impellenti.

### Derivazioni e prestiti
L'intensità drammatica raggiunta dal compositore nelle sue ultime opere sinfoniche e concertistiche trova ampio sbocco nella musica del Requiem; le sue parti più incisive riprendono infatti aspetti di quelle tensioni presenti in lavori quali il Concerto per pianoforte e orchestra K 466 dove anche la tonalità, Re minore, fra le predilette da Mozart, caratterizza diverse sezioni. Anche l'esperienza operistica, in primo luogo il Don Giovanni, porta a conferire alla composizione momenti di straordinario senso teatrale melodrammatico, anche se non v'è mai nulla nel lavoro che possa avvicinarsi a situazioni affini al teatro d'opera. Nella scrittura del Requiem è evidente una ricerca volta a realizzare un nuovo stile di musica sacra, più semplice e spoglio, anche in relazione alle direttive imperiali.
Nell'innovazione Mozart rimase comunque saldamente ancorato alla tradizione, specie nell'utilizzo di una polifonia e di una struttura contrappuntistica ispirate a Bach e al barocco. Il legame con gli aspetti più tradizionali non voleva però essere per Mozart un tentativo di imitare tecniche di composizione o modelli stilistici, bensì una ricerca d'interpretazione di aspetti del passato, volta ad arricchire la propria opera. Nel Requiem si nota questo collegamento in modo significativo nella prima parte dove l'Introitus è ispirato al coro iniziale del Funeral Anthem for Queen Caroline di Georg Friedrich Händel che Mozart trasportò dalla tonalità di Sol minore al Re minore e orchestrandolo per i fiati. A metà del Requiem aeternam le parole Te decet Hymnus presentano ancora una traccia del tema händeliano. Un'altra derivazione da Händel si trova nella doppia fuga del Kyrie in cui è presente un accenno al coro finale Ci rallegreremo della tua salvezza tratto dall'Inno per la vittoria di Dettingen del 1743, scritto per il rientro in patria di re Giorgio II.
Sono anche state trovate alcune tracce derivate dai Requiem scritti da altri due autori, Florian Leopold Gassmann e Michael Haydn. In particolare è stata sottolineata l'influenza di quest'ultimo sulla partitura di Mozart; la messa da Requiem composta da Haydn nel 1771 per l'arcivescovo Sigismund III von Schrattenbach fu sicuramente una composizione che colpì il compositore, il quale assistette col padre Leopold ai funerali del prelato l'anno successivo. Nell'Introitus le parole Te decet hymnus, Deus, in Sion si poggiano musicalmente, in Mozart, sul cantus firmus gregoriano come aveva già fatto, nel suo Requiem, Michael Haydn, riprendendolo anche dalla melodia già impiegata nel suo oratorio La Betulia Liberata del 1771. È probabile poi che anche l'intensa melodia esposta con le parole et lux perpetua abbia trovato ispirazione dal motivo dell'ultimo passaggio della composizione di Haydn.

### La musica

#### Introitus: Requiem aeternam

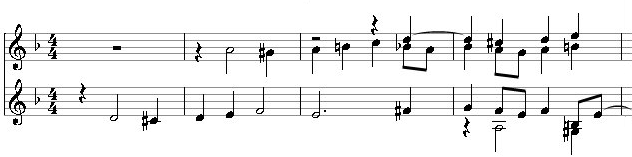
Battute iniziali dell'Introitus.

Il Requiem inizia con un'introduzione orchestrale di sette battute. Fin dall'inizio la composizione assume un tratto distintivo solenne e rituale che la caratterizzerà sino alla conclusione. L'Introitus riprende, come detto, la pagina händeliana trasportando la tonalità di Sol minore a quella d'impianto della composizione, Re minore, e proponendola con l'interpretazione dei fiati, prima con i fagotti e quindi con i corni di bassetto. La sezione presenta anche echi di altra musica del passato, in particolare Michael Haydn. L'utilizzo particolare dell'armonia e di una polifonia più elaborata segnano però una grande distanza tra i modelli antecedenti e la musica mozartiana. Le trombe prefigurano la prima parte corale che espone quindi il tema prima con la voce di basso e poi a seguire con l'imitazione delle altre voci. La connotazione austera e intensa del Requiem aeternam diventa ancor più incisiva dopo sette battute con l'entrata del coro; l'intervento del soprano solista sulle parole Te decet hymnus, a metà del pezzo, assume solo l'aspetto d'invocazione all'interno della preghiera di tutti, senza esibire carattere virtuosistico, come del resto ogni parte solistica: in tutta la composizione sempre subordinata al coro.

#### Kyrie

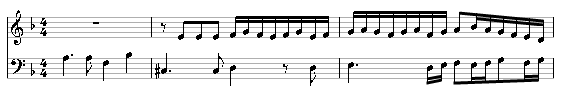
Parte iniziale del Kyrie.

Il Kyrie inizia subito con una serrata e vivace doppia fuga, già anticipata dalle ultime battute del Requiem aeternam, una parte costruita sulle parole Kyrie eleison, l'altra su Christe eleison. Il contrappunto severo presenta un aspetto volutamente arcaico nelle sue sonorità particolari derivate dai timbri utilizzati, in particolare dei legni. L'architettura dell'opera assume qui un aspetto di imponente solennità dove l'austero attacco del Kyrie eleison si fonde con il fomento ritmico del Christe. La struttura del brano pone non pochi problemi di precisione ritmica e di intonazione al coro, in particolare nelle entrate sui tempi deboli e nella grande articolazione armonica che dal Si bemolle dell'Introitus porta al Do minore e quindi al Fa minore. Gli interventi corali non si discostano comunque mai dalla drammaticità che impregna l'intera partitura mozartiana e che nel Kyrie è sottolineata in modo quasi ferale dall'intervento dei timpani in chiusura.

#### Sequentia

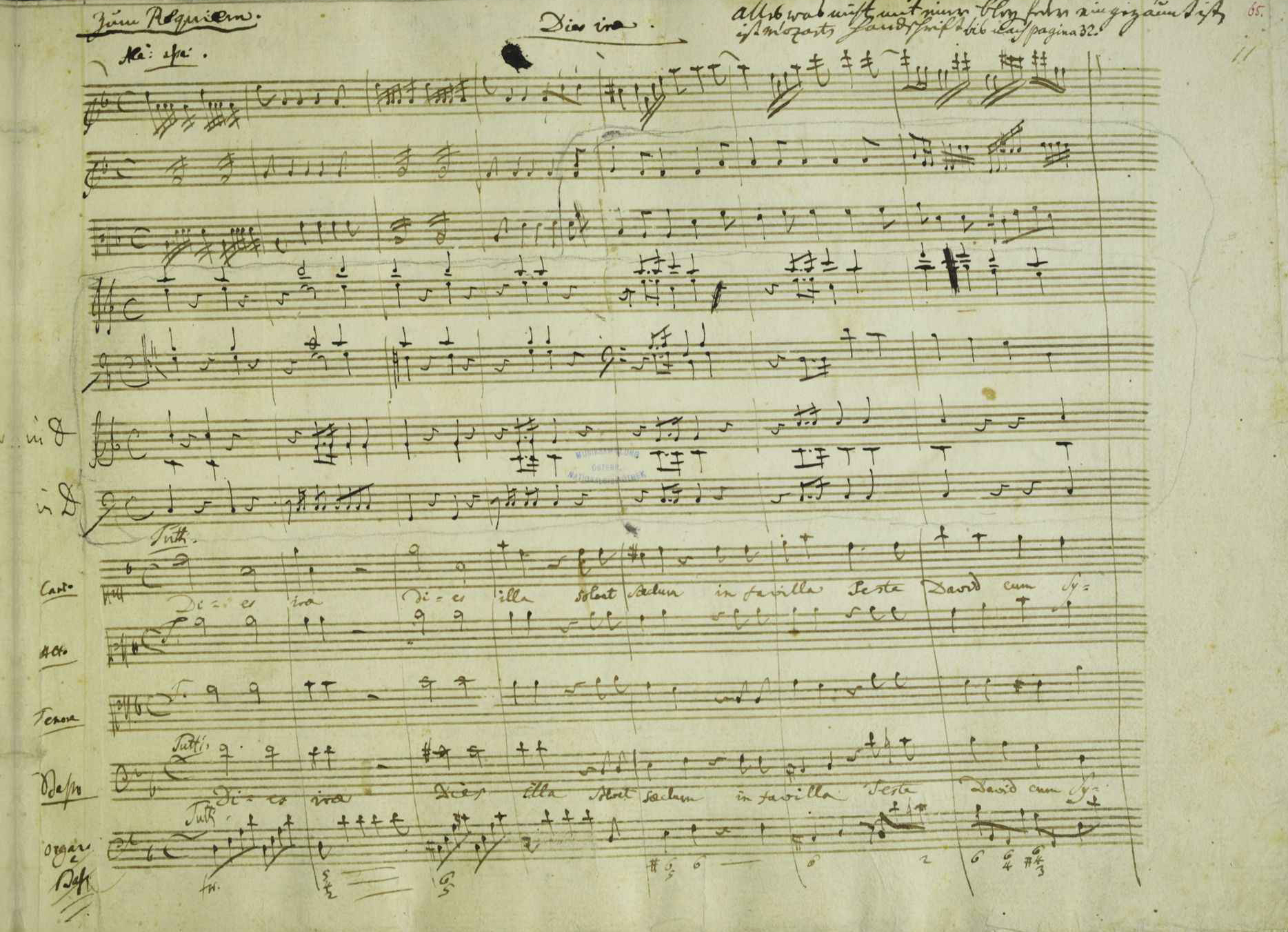
Partitura autografa del Dies Irae.

La Sequentia è suddivisa in sei parti. Il Dies irae è affidato principalmente alla parte corale e si apre senza introduzione; la struttura compatta è di effetto potente e drammatico, accentuato dal tremolo dell'orchestra e dal veemente declamato del coro. Nel più sereno Tuba mirum, introdotto in modo deciso dal trombone solista, si alternano le quattro voci dei cantanti, prima il basso seguito dal tenore, dal contralto e infine dal soprano che si uniscono omofonicamente poi solo nella parte finale. Qui la teatralità del compositore si fonde con la sacralità del testo, descritto attraverso un sapientissimo utilizzo delle quattro voci soliste. L'intenso Rex tremendae presenta ancora suggestioni händeliane soprattutto nell'utilizzo degli archi e della potenza corale; il ritmo particolare, puntato, conferisce al brano una peculiarità arcaica nel susseguirsi a sussulti delle sonorità. Nel Recordare, movimento molto lungo rispetto agli altri, rientrano i solisti, separati in due coppie; l'impostazione è ancora di profonda rassegnazione espressa con un tema di intensa soavità. La parte degli archi realizza un disegno che si pone in un nesso contrappuntistico con i solisti; viene ripresa una sonorità arcaica, simile al Kyrie, anche qui accentuata dall'utilizzo dei legni, in particolare i corni di bassetto che introducono la parte, scritta interamente dallo stesso Mozart. La complessa rielaborazione polifonica si basa su diverse tecniche che utilizzano il doppio contrappunto e anche l'inversione. Nel Confutatis sono le parole flammis acribus addictis a suggerire al compositore la creazione del motivo principale. L'interazione fra la parte corale maschile, risoluta, e quella femminile, implorante, rammenta, avvalorata dall'incalzante contrappunto degli strumenti, l'immagine vivida delle fiamme guizzanti, dei condannati e dei beati.

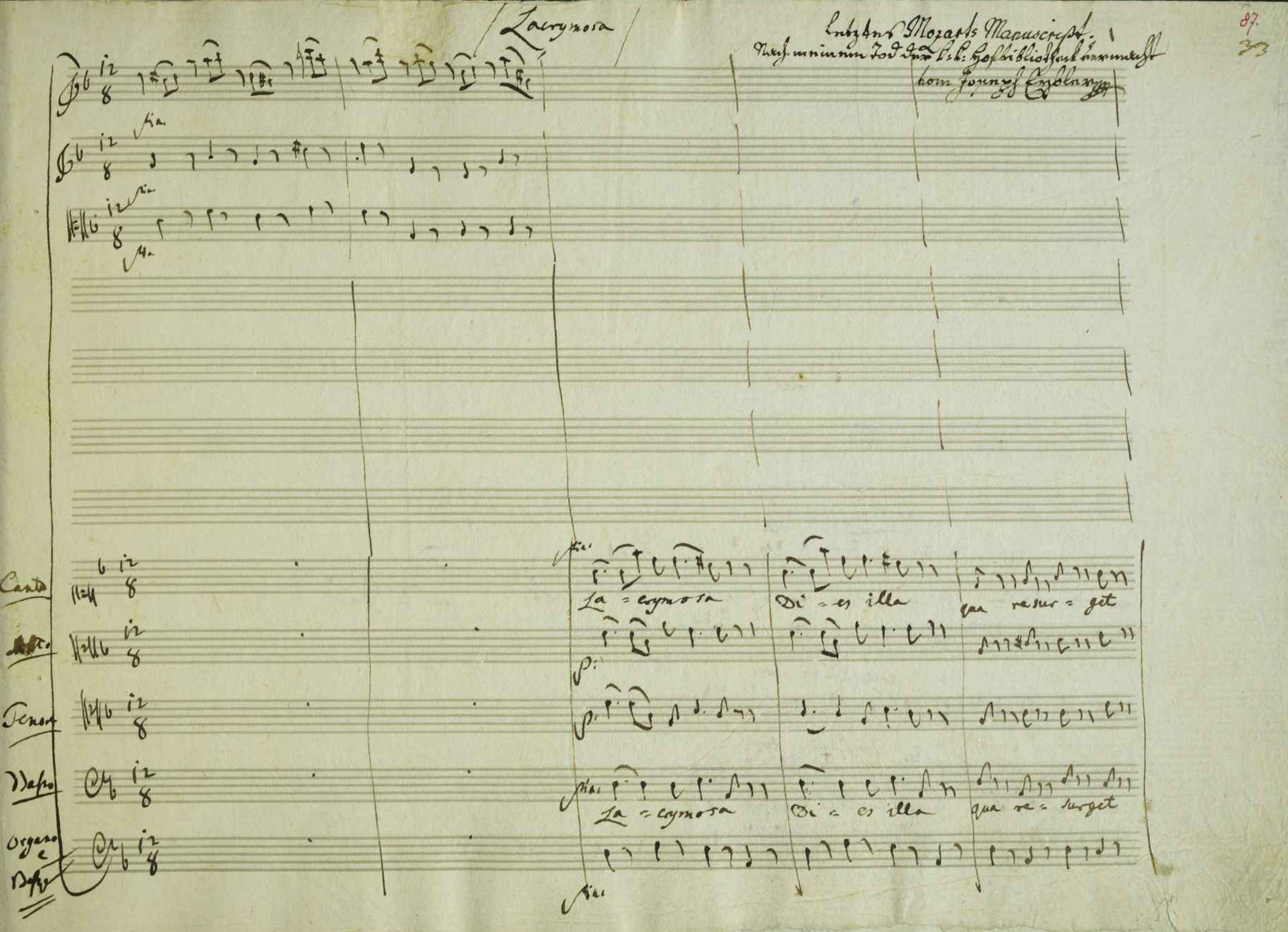
Manoscritto autografo con le prime 5 battute del Lacrimosa.

Il sesto movimento, Lacrimosa, è uno fra i momenti di maggior ispirazione drammatica. Le otto battute scritte da Mozart si interrompono bruscamente al culmine di un crescendo, di grandissima espressività, esposto dai solisti; il frammento è «di una bellezza melodica che ci ricorda ancora come la musica di Mozart abbia conservato un posto alla poesia in un secolo che in larga misura l'aveva ignorata». La maggior grandezza artistica della composizione sta proprio, più che nei passaggi vigorosi e drammatici, in brani elegiaci come il Lacrimosa con la sua struggente e dolce malinconia. La continuazione e conclusione realizzate da Süßmayr riprendono l'intensità e la suggestione iniziale del brano; con grande discrezione non aggiunse nulla di suo, quasi sicuramente affidandosi a schizzi o suggerimenti lasciati dall'autore. La musica riesce, attraverso l'utilizzo di poche battute di crome ascendenti e discendenti, staccate, assegnate ai violini contornate da una scrittura corale d'ampio respiro, a creare un effetto di pianto a stento trattenuto. Nella sua struggente tonalità di Re minore, il Requiem giunge qui alla sua perfezione in un momento dove l'arte si unisce all'espressione di commovente intensità.

#### Offertorium

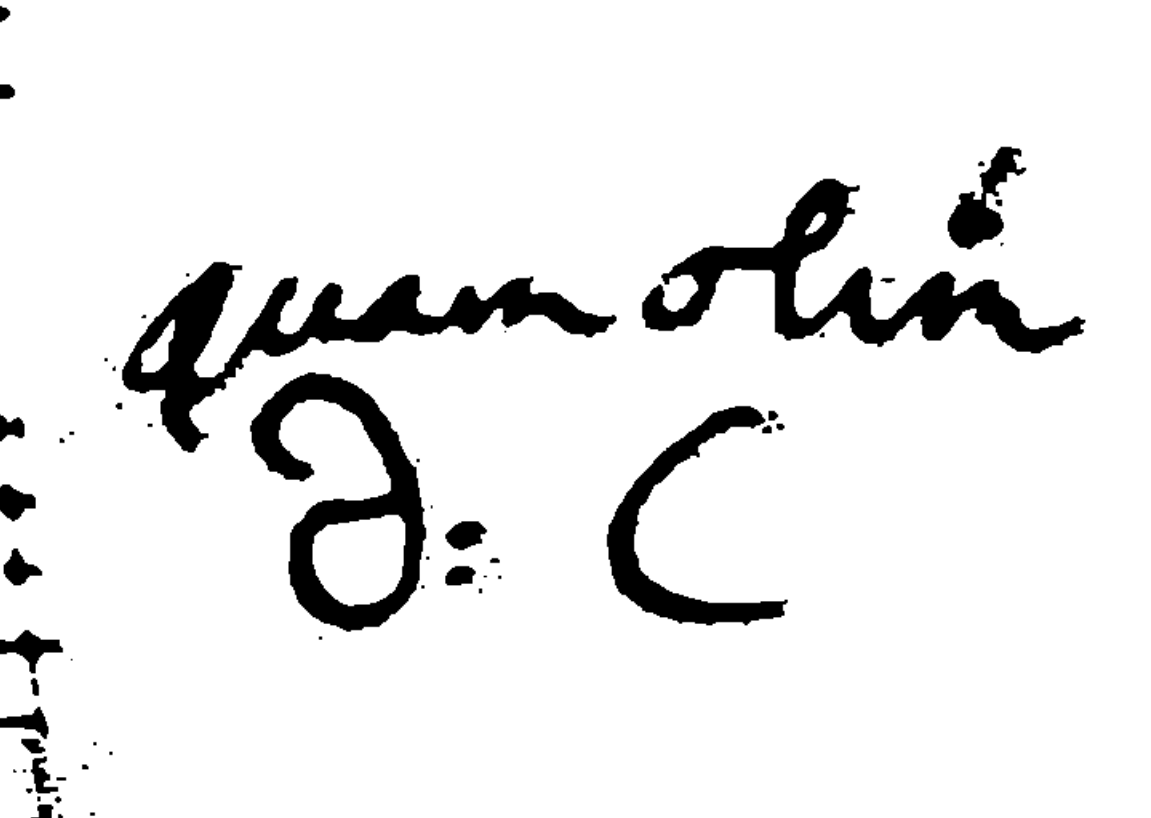
Quam olim da capo scritta autografa di Mozart.

L'Offertorium è scritto con due brani separati, ma strettamente coordinati; si apre con il Domine Jesu Christe sostenuto con vocalità incalzante dal coro su un serrato contrappunto. Su sed signifer sanctus Michael intervengono le voci soliste e segue, sulle parole Quam olim Abrahae promisisti, una Fuga realizzata sempre dai solisti. L'Hostias et preces, basato su una scrittura omofonica, contrasta con la parte precedente, più mossa e inquieta, aprendo a un momento di maggior serenità pur mantenendo, soprattutto nella parte declamata del coro, una grande e austera solennità. Al contrario di quanto creduto normalmente, è molto probabile che l'ultima cosa scritta dalla mano di Mozart non sia stata l'ottava battuta del Lacrimosa bensì la frase Quam olim da capo, al termine dell'Hostias, come indicazione per la ripetizione della Fuga.

#### Sanctus
Le parti finali del Requiem sono dovute all'opera di Süßmayr che operò nel rispetto della partitura, dando un senso compiuto a tutto il lavoro. Il Sanctus è stato scritto secondo uno stile tradizionale, seguendo gli esempi musicali utilizzati dalla cappella arcivescovile basati su una struttura corale contrappuntistica. È un brano breve, di sole dieci battute, risultando, rispetto ad altre messe di Mozart, molto ridotto; la parte della fuga nell'Osanna appare piuttosto convenzionale nel riprendere diverso materiale tematico già utilizzato nel lavoro.

#### Benedictus
Il Benedictus presenta alcuni aspetti anomali e ineleganti, probabilmente dovuti a errate letture degli appunti mozartiani; le parti vocali lasciate scritte dal compositore sono in effetti musicalmente di gran lunga superiori alla scrittura orchestrale piuttosto incerta dell'accompagnamento realizzata da Süßmayr. La pagina presenta comunque un carattere intimo e compiuto, rifinita nelle parti dei solisti nonostante la debolezza della parte strumentale.

#### Agnus Dei
Nell'Agnus Dei Süßmayr è riuscito a realizzare un equilibrio dignitoso fra le parti vocali e quelle strumentali creando un giusto contrasto fra l'invocazione iniziale e la parte d'implorazione del dona nobis pacem. Presenta importanti collegamenti con le altre parti dell'opera; il grande sviluppo e rifinitura dei temi, così legati all'insieme della composizione, fanno fortemente dubitare che siano ideazione di Süßmayr.

#### Communio
Nell'ultimo movimento della Communio, il Lux aeterna, la partitura riprende quanto scritto da Mozart nell'Introitus e nel Kyrie, scrittura quasi certamente prevista dall'autore stesso e già realizzata analogamente in altre sue composizioni religiose.
L'ultima parte del Requiem presenta nel suo insieme un intreccio d'idee e spunti di notevole fattura eseguiti però musicalmente in maniera insoddisfacente, fatto che avvalora l'ipotesi degli appunti sparsi lasciati da Mozart e ripresi da Süßmayr. La composizione nel suo complesso, al di là delle leggende e delle controversie, comunica un grandioso senso d'inquietudine dinanzi alla morte che l'autore tenta di superare con una meditazione rassegnata. Il musicista ci ha lasciato un testamento musicale intimo e pregnante di un significato che va necessariamente accolto nella sua interezza, nonostante le manchevolezze di Süßmayr, come l'opera incompiuta di un grande autore, analogamente a quelle che sono le opere non finite di Michelangelo che sprigionano un fascino particolare e autentico.

## Revisioni, tentativi di completamento e relative esecuzioni
Il completamento del Requiem da parte di Süßmayr è stato oggetto di infinite disamine e discussioni. Süßmayr conosceva le intenzioni di Mozart e godeva della sua piena fiducia; fece quanto poté e nel miglior modo possibile. Il suo intervento difficilmente può dirsi eguagliato da chi in seguito si è cimentato nell'impresa, dando vita a esiti non troppo felici se non altro perché estranei allo stile, al linguaggio e alla musicalità mozartiana. Altro merito di Süßmayr è stato quello di aver data la possibilità al capolavoro mozartiano di essere incluso nel repertorio musicale, inizialmente nell'ambito della Germania e quindi nel resto d'Europa dopo la promozione della composizione operata da Luigi Cherubini nel 1804 a Parigi.
Una delle prime esecuzioni del Requiem, realizzata nel 1796 da Johann Adam Hiller, direttore della Gewandhausorchester Leipzig, ebbe il merito di trasportare l'opera dall'ambiente più prettamente ecclesiastico a quello delle sale da concerto tramite una, seppur arbitraria, utilizzazione di un testo tedesco. Fu un primo passo per formalizzare il Requiem come "composizione di stato" nei paesi di lingua tedesca. Nel XIX secolo la composizione venne utilizzata ufficialmente in numerose cerimonie commemorative e ai funerali di uomini di stato, artisti e celebrità quali Carl Friedrich Fasch, Friedrich Gottlieb Klopstock , Luisa Carlotta di Meclemburgo-Schwerin; fu eseguito anche ai funerali ufficiali di Ludwig van Beethoven.

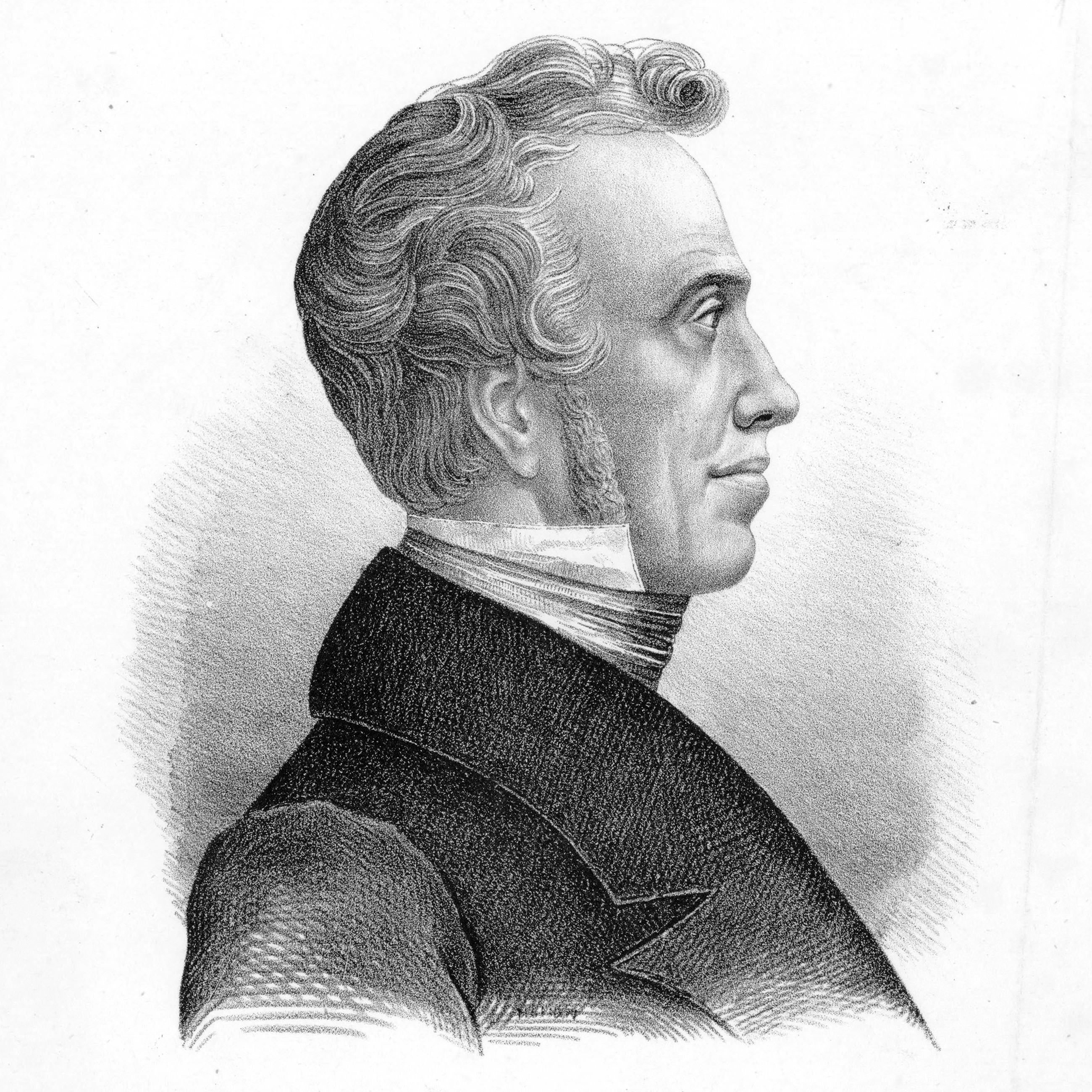
Sigismund von Neukomm.

Dopo la prima pubblicazione del lavoro a opera di Breitkopf & Härtel nel 1800 e in seguito quella dell'Imprimerie du Conservatoire a Parigi nel 1804, vi furono numerosi tentativi di completare le parti mancanti mozartiane. Il compositore austriaco Sigismund von Neukomm, per un'esecuzione in Brasile nel 1819, integrò il Requiem con il responsorio Libera me, Domine e lo concluse con una ripresa del Kyrie e un Requiescat in pace. Questa "revisione" fu scoperta soltanto alla fine del XX secolo e, dopo esser stata adattata e stampata da Breitkopf & Härtel, fu eseguita in pubblico nel 1996, quindi registrata nel 1999 e incisa su CD. Nel 1923 il compositore tedesco Gerhard von Keussler tentò di creare un'alternativa al completamento di Süßmayr sostituendo le parti da lui realizzate con altre tratte da alcune Messe di Mozart; descrisse il tutto in un articolo, Mozart senza Süßmayr, che trovò ben poco credito.
Nonostante tutte le critiche rivolte alla strumentazione e alle parti integrate, la versione di Süßmayr rimase per molto tempo l'unica utilizzata per le esecuzioni e anche, successivamente, per le prime registrazioni discografiche. Bruno Walter fu il primo direttore che realizzò un'incisione dell'opera mozartiana a Vienna il 19 giugno 1935 con l'orchestra e il coro della Wiener Philharmoniker con i solisti Elisabeth Schumann (soprano), Kerstin Thorborg (mezzosoprano), Anton Dermota (tenore), Alexander Kipnis (basso). Il 29 giugno 1937 Walter ripetè la versione con una registrazione, in questo caso dal vivo, durante un'esecuzione avvenuta a Parigi, sempre con i Wiener Philharmoniker. In seguito incise ancora altre volte l'opera mozartiana, l'ultima fu nel 1956 con la New York Philharmonic e il Westminster Choir College 
I tentativi di rendere il Requiem un'opera di stato appartenente in modo essenziale al mondo tedesco, dopo la versione di Hiller, furono realizzati in modo inquietante nel 1941, in occasione del 150º anniversario mozartiano con una registrazione su vinile a opera di Bruno Kittel, alla direzione dei Berliner Philharmoniker, dove era stato rimosso dal testo qualsiasi riferimento ebraico.
Sempre nel 1941 Marius Flothuis, direttore artistico del Concertgebouw di Amsterdam, volle realizzare una versione del Requiem eliminando gran parte delle parti scritte per le trombe e apportando modifiche tonali al Benedictus e al secondo Osanna; questa sua versione fu incisa molti anni dopo, nel 2001, da Jos van Veldhoven con l'orchestra e il coro del Nederlandse Bachvereniging.
Dopo la fine della seconda guerra mondiale si moltiplicarono le critiche alla versione di Süßmayr. Nel 1959 il musicologo Hernst Hess analizzò le parti a suo vedere più deboli della strumentazione e indicò alcuni miglioramenti. Questi suggerimenti furono successivamente alla base di tre fra le più importanti revisioni del Requiem a opera di Franz Beyer, Richard Maunder e Robert David Levin.

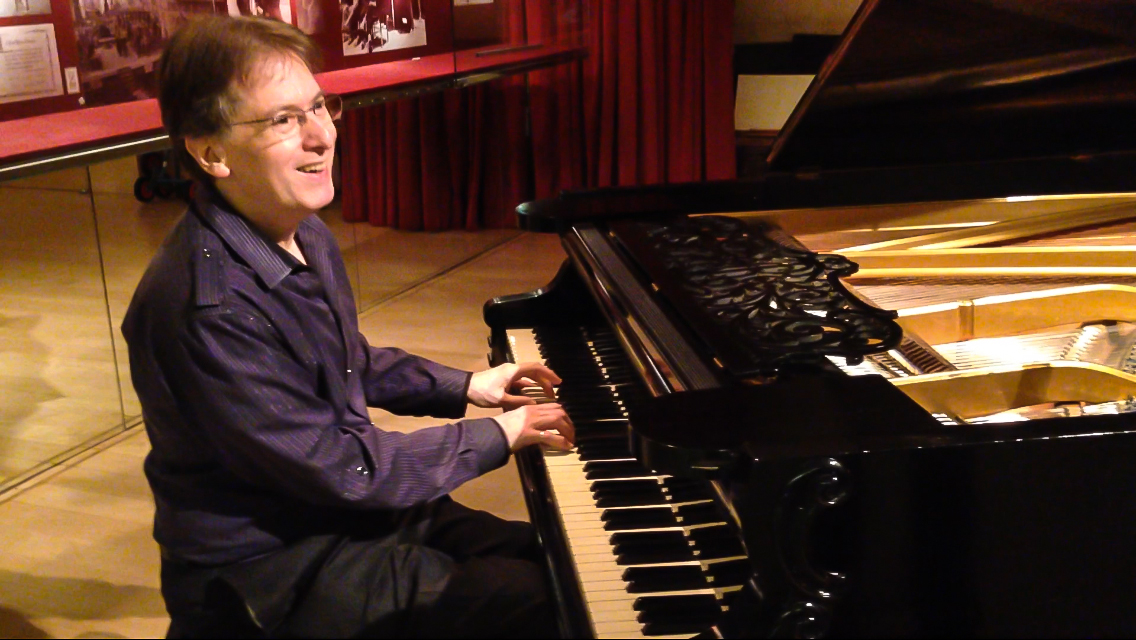
Robert David Levin, 2014.

Franz Beyer nel 1971 riprese l'orchestrazione di Süßmayr introducendovi alcune modifiche nell'intento di avvicinarsi il più possibile allo stile mozartiano. Beyer ha tenuto conto anche delle eventuali pratiche esecutive e la sua versione è stata registrata, tra gli altri, da Nikolaus Harnoncourt, Leonard Bernstein e Neville Marriner. Ben diverso è stato l'approccio di Maunder: nel 1988 riprese le partiture autografe di Mozart, eliminò le parti di Süßmayr tranne Agnus Dei e Communio, riscrisse il Lacrimosa a partire dalla nona battuta; intervenne poi pesantemente sull'orchestrazione di Süßmayr. Poiché nel corso degli anni sessanta era stato scoperto un manoscritto inedito del musicista che recava l'abbozzo per una fuga, secondo Maunder questa sarebbe dovuta andare come finale della Sequenza dopo l'Amen del Lacrimosa. Basandosi quindi sugli appunti di Mozart, aggiunse una parte della Fuga dell'Amen. La versione di Maunder è stata registrata nel 1983 da Christopher Hogwood con l'Academy of Ancient Music ed è stata edita nel 1988. Il musicologo statunitense H. C. Robbins Landon sostenne però che questa Fuga non fosse destinata al Requiem bensì a un'altra Messa in Re minore, andata perduta, e di cui sarebbe dovuto essere parte integrante il Kyrie in Re minore K 341, senza però tener conto che lo schizzo della Fuga era scritto sull'identico tipo di carta utilizzato dal musicista a partire dal settembre 1791. Sempre Landon realizzò nel 1991, in occasione del 200º anniversario della morte di Mozart, una nuova versione appositamente per Georg Solti e la Wiener Philharmoniker che la eseguirono nel duomo di Santo Stefano a Vienna il 5 dicembre 1991.
Robert D. Levin intervenne apertamente sulla strumentazione di Süßmayr e, pur mantenendo la sua versione, apportò cambiamenti evidenziando le parti vocali e introducendo i clarinetti nel Sanctus. Questa sua revisione è stata eseguita in concerto da Helmuth Rilling con il Bach-Collegium Stuttgart nel 1991, durante il Festival europeo di musica di Stoccarda; la partitura è stata pubblicata nel 1994.
Il musicista Benjamin Gunnar Cohrs realizzò un suo nuovo adattamento nel 2013, mantenendo tutte le parti di Süßmayr che, a suo avviso, risalivano agli appunti lasciati da Mozart; adeguò il completamento del Lacrimosa e delle parti finali dell'opera; eseguì con la propria direzione questa sua versione il 20 settembre 2013 a Brema.
Tra tutte queste e altre numerose revisioni che si sono succedute negli ultimi tempi, le più considerate dai direttori d'orchestra per l'esecuzione del Requiem sono state, oltre a quella storica di Süßmayr, quelle con modifiche di Beyer e di Levin. Claudio Abbado, per esempio, ha seguito per la sua esecuzione del 2012 con i Berliner Philharmoniker la versione di Süßmayr, ma integrando in parte con le correzioni di Beyer e le modifiche di Levin.
Da notare infine, a differenza di tutti gli altri esecutori e quasi prendendo esempio da Toscanini con la Turandot, come nel 1995 il direttore Bernhard Klee interrompesse l'esecuzione del Requiem esattamente alla nona battuta del Lacrimosa, durante un tour di concerti in ricordo del 50º anniversario di Hiroshima.

## Successivi adattamenti e arrangiamenti
Fin dai primi anni dell'Ottocento alcuni musicisti si vollero cimentare in adattamenti dell'opera mozartiana per diversi strumenti, sia dell'intera composizione sia di singole parti come il Lacrimosa o il Confutatis. Già nel 1801 Johann Anton André, che era anche musicista, pubblicò una sua riduzione per canto e pianoforte dell'opera. Muzio Clementi realizzò una versione del Kyrie per organo solo. Il pianista tedesco Karl Klindworth all'inizio del Novecento scrisse una versione dell'intero Requiem per pianoforte solo.
L'organista Renaud de Vilbac nel 1875 si occupò di trascrivere il Requiem per armonium. Tutte queste realizzazioni per singolo strumento rinunciavano ovviamente alla complessità del lavoro mozartiano, anche se cercavano di conservarne le caratteristiche peculiari, sacrificandone per forza di cose la timbrica strumentale. Carl Czerny, diversamente dai precedenti, scrisse una sua versione per soli, coro e pianoforte a quattro mani, lavoro che gli permise, se non altro, di mantenere l'estensione dell'opera.
Franz Liszt nel 1865 trascrisse, per pianoforte solo, il Confutatis e il Lacrimosa; i due brani furono editi a Lipsia da Ralph Maria Siegel nello stesso anno. La sua grande tecnica pianistica gli permise di realizzare un'opera notevole che però, proprio per il carattere virtuosistico, si discosta dalle caratteristiche distintive del lavoro mozartiano.

### Annotazioni
1. ↑  Mozart aveva tutte le intenzioni di portare a compimento il lavoro. Nel suo manoscritto autografo sono sempre presenti dodici pentagrammi, anche nelle parti incomplete o del tutto vuote; ciò dimostra che aveva in animo di completarli, d'altra parte era sua abitudine non realizzare mai abbozzi, ma scrivere partiture definitive fin dall'inizio dove, in un secondo momento, integrava le parti mancanti con sviluppi, orchestrazione o quant'altro. Cfr. Wolff, pp. 104-105.
2. ↑  Già il 27 dicembre 1791 Der Bayerische Landbot, giornale di Monaco, parlava della lettera di uno sconosciuto ricevuta da Mozart dove gli veniva richiesta la scrittura di un Requiem, composizione che affrontò con le lacrime agli occhi pensando di scrivere una messa per sé stesso. Cfr. Eisen, p. 140.
3. ↑  La narrazione fa parte delle storie romantiche che accentuarono quanto scritto dai primi biografi dopo la morte di Mozart. Come risulta da diverse lettere, in realtà la sua vita, anche in questo frangente, fu pressoché sempre serena sia in famiglia sia con gli amici e, anche se spendeva molto, a volte al di sopra della propria disponibilità, non aveva seri problemi economici. Cfr. Eisen, pp. 140-141.
4. ↑  Secondo il musicologo De Nys la commissione fu stipulata come un contratto redatto in forma consueta e per niente anonimo. Cfr. De Nys, p. 110.
5. ↑  La cifra è in realtà una semplice ipotesi in quanto non è mai stato appurato quanto il conte propose al musicista per la composizione del Requiem. Cfr. Rastelli, p. 17.
6. ↑  L'impiego in partitura dei corni di bassetto prevedeva di avere la disponibilità per l'ingaggio di strumentisti esperti (pochi all'epoca in Vienna e molto richiesti) così da comunicare loro, con un certo anticipo, una data e un luogo precisi; evidentemente Mozart conosceva località e giorno dell'esecuzione del lavoro. Cfr. Eisen, p. 124.
7. ↑  Stendhal prese l'argomento a piene mani da un articolo di Théophile Frédéric Winckler del 1801, a sua volta tratto da un necrologio di Friedrich von Schlichtegroll su Mozart. Cfr.  Théophile Frédéric Winckler, Notice biographique sur Jean-Chrysostome Wolfgang Théophile Mozart, Parigi, J.J. Fuchs, 1801,  pp. 45-48.
8. ↑  Leopold Mozart, in una lettera alla figlia Nannerl del 28 aprile 1786, si mostrò molto preoccupato per le eventuali macchinazioni che Salieri poteva mettere in atto in occasione della prima de Le nozze di Figaro. Cfr. Melograni, p. 285.
9. ↑  Il conte non ottenne indietro la somma versata, ma, tramite il suo avvocato Sortschan, riuscì ad avere in cambio numerose copie di partiture di altra musica. Cfr. Nissen, p. 627.
10. ↑  Si ritiene che il Dies Irae sia stato scritto da Tommaso da Celano, poeta e frate francescano del XIII secolo, anche se l'attribuzione non è certa. Cfr.  Charles Herbermann, Dies Iræ, in: Catholic Encyclopedia, III, New York, Robert Appleton Company, 1913,  p. 74.
11. ↑  «Il lavoro fu dato a me perché si sapeva che, quando era ancora in vita, Mozart aveva più volte suonato con me per intero e cantato i pezzi già messi in musica, e che molto spesso aveva discusso con me dello svolgimento di quest'opera e mi aveva comunicato l'andamento e le basi della sua orchestrazione» Cfr. Lettera di Franz Xaver Süßmayr a Breitkopf & Härtel, 8 febbraio 1800 in: Mozart Dokumente. Addenda et Corrigenda, a cura di Josef Heinz Eibl, Kassel, 1971, p. 89
12. ↑  Giacomo Puccini, gravemente ammalato, morì prima di terminare l'opera che si interruppe a metà del terzo atto. Toscanini, alla prima del 25 aprile 1926, si fermò esattamente al punto in cui il musicista smise di scrivere. Cfr. Budden, p. 459.

### Fonti
1. ↑  Sgrignoli, p. 199.
2. ↑  Bramani, p. 75.
3. ↑  Wolff, p. 136.
4. ↑  Wolff, p. 89.
5. ↑  Napolitano, p. 398.
6. ↑  Wolff, p. 42.
7. ↑  Niemetschek 2005, p. 56.
8. ↑  Holmes, pp. 341-342.
9. ↑  Nissen, pp. 434-435.
10. 1 2 3 4 5 6   Roman Vlad, Programma di sala del Concerto dell'Accademia Filarmonica Romana, Roma, Teatro Eliseo, 14 novembre 1955.
11. ↑  Sgrignoli, p. 200.
12. 1 2 3 4 5 6 7 8 9  Arrigo Quattrocchi, Mozart, Requiem in Re minore.
13. ↑  Wolff, p. 11.
14. ↑  Napolitano, p. 395.
15. 1 2  Nissen, p. 429.
16. ↑  Nissen, p. 430.
17. ↑  Niemetschek, pp. 45-48.
18. ↑  Nissen, p. 434.
19. ↑  Niemetschek 2005, p. 57.
20. ↑  Melograni, p. 353.
21. 1 2  Wolff, p. 12.
22. ↑  Elisabeth Jeannette Luin, Der "unbekannte" Bote des Mozartschen Requiems.
23. ↑  Melograni, pp. 352-353.
24. ↑  Deutsch, pp. 1-3.
25. ↑  Eisen, p. 124.
26. ↑  Nissen, p. 436.
27. ↑  Stendhal, pp. 258-260.
28. ↑  Borowitz, p. 263.
29. ↑  Nissen, p. 438.
30. ↑  Mila, p. 75.
31. ↑  Robbins, p. 173.
32. ↑   Massimo Mila, L'avvelenamento di Mozart, in: Cronache musicali 1955-1959, cap. XVI, 24 novembre 1957, Torino, Einaudi, 1959.
33. ↑  Di Giammatteo, p. 16.
34. ↑  Stafford, p. 35.
35. ↑  Napolitano, p. 404.
36. ↑  Dal Fabbro, p. 91.
37. ↑  Wolff, pp. 38-39.
38. ↑  Wolff, p. 14.
39. ↑  Wolff, p. 13.
40. 1 2 3  Simone Ciolfi, Mozart, Requiem in Re minore.
41. ↑  Wolff, p. 32.
42. ↑  Sgrignoli, p. 201.
43. ↑  Weber, pp. 10-12, 24-42.
44. ↑  Wolff, p. 22.
45. ↑  Tre saggi di Gottfried Weber nella rivista "Caecilia" (1825) con annotazioni manoscritte di Beethoven.
46. ↑  Wolff, p. 31.
47. ↑  Wolff, p. 26.
48. ↑  Wolff, p. 79.
49. ↑  Vanzan, pp. 32-36.
50. ↑  Wolff, pp. 88-89.
51. ↑  Wolff, p. 127.
52. ↑  Wolff, p. 126.
53. ↑  Wolff, p. 106.
54. ↑  Wolff, p. 15.
55. ↑  Wolff, p. 29.
56. ↑  Mila, p. 74.
57. ↑  Wolff, p. 45.
58. ↑  Bramani, pp. 3, 76.
59. 1 2 3 4  Martinotti, p. 57.
60. ↑  Sgrignoli, p. 192.
61. ↑  Sgrignoli, p. 202.
62. ↑  Rastelli, p. 119.
63. ↑  Napolitano, p. 293.
64. ↑  Wolff, p. 120.
65. ↑  Sgrignoli, p. 203.
66. ↑  Wolff, pp. 115-116.
67. ↑  Wolff, p. 130.
68. ↑  Napolitano, pp. 356-357.
69. ↑  Napolitano, p. 360.
70. ↑  Nissen, p. 628.
71. ↑  Napolitano, p. 368.
72. ↑  Sgrignoli, pp. 187, 204.
73. ↑  Wolff, p. 55.
74. ↑  Abert, p. 724.
75. ↑  Sgrignoli, p. 204.
76. ↑  Abert, p. 760.
77. ↑  Dal Fabbro, p. 93.
78. ↑  Dal Fabbro, p. 92.
79. ↑  Gruber, p. 45.
80. ↑  Gruber, p. 82.
81. ↑  Keefe, p. 91.
82. ↑  Keussler, pp. 210-216.
83. ↑  Andrea Milanesi, Riscoprire il Requiem di Mozart con la magia di Bruno Walter.
84. ↑  Oestreich, p. 52.
85. ↑  Cohrs, p. 86.
86. ↑  Hess, pp. 99-108.
87. ↑  (EN) Franz Beyer, finished Mozart's unfinished Requiem – obituary, in "The Daily Telegraph", 19 luglio 2018, ristampato 11 luglio 2020.
88. ↑  Maunder, pp. 169-173.
89. ↑  Cohrs, p. 9.
90. ↑  Sir Georg Solti Archive, Mozart Requiem Mass K626.
91. ↑  Levin, pp. IV-XV.
92. ↑  Cohrs, pp. V-XX.
93. ↑   Arte Concert ricorda Claudio Abbado, su giornaledellamusica.it. URL consultato il 15 gennaio 2025.
94. ↑  Gedenkkonzert 5/8/1995.
95. ↑  Wolff, p. 138.
96. ↑  Karl Klindworth, Transcription of Mozart’s Requiem K626
97. ↑  Messa di Requiem in Re minore K 626, versione per pianoforte a quattro mani, soli e coro di Carl Czerny
98. ↑  Keefe, p. 85.